# Mohito
MOHITO – międzynarodowa marka odzieżowa założona w Polsce. Jest jednym z wielu brandów należących do spółki LPP. Firma działa w 22 krajach w Europie, posiada 231 sklepów stacjonarnych oraz jest na 17 rynkach w formie sklepu internetowego. W 2022 roku MOHITO miało 286 sklepów. Asortyment marki składa się z ubrań i akcesoriów dla kobiet, z czego kluczowymi produktami są sukienki, garnitury damskie oraz bluzki.

## Historia
Marka MOHITO w LPP jest od 2008 roku, nastąpiło wówczas połączenie ze spółką ARTMAN. Podczas scalenia spółek poza MOHITO w LPP pojawia się marka HOUSE. 